# Filmfestival Max Ophüls Preis 2023

Logo des Filmfestivals Max Ophüls Preis

Das 44. Filmfestival Max Ophüls Preis (FFMOP) fand vom 23. bis 29. Januar 2023 statt. Das wichtigste Nachwuchsfilmfestival für Deutschland, Österreich und die Schweiz stand unter der Leitung von Svenja Böttger. Als Eröffnungsfilm wurde der außer Konkurrenz gezeigte Spielfilm Aus meiner Haut von Alex Schaad ausgewählt.
In diesem Jahr bestand das Programm aus 127 Filmen in 225 Vorstellungen. Laut Veranstalter wurden hierfür 28.045 Kino-Tickets herausgegeben. In den vier Wettbewerbssparten Spielfilm, Dokumentarfilm, mittellanger Film und Kurzfilm wurden insgesamt 18 Auszeichnungen mit einem Gesamtwert von 118.500 Euro vergeben. Der mit 36.000 Euro dotierte Max-Ophüls-Preis für den besten Spielfilm ging an die deutsche Produktion Alaska von Max Gleschinski.

## Sektionen

### Wettbewerbe und Jurys

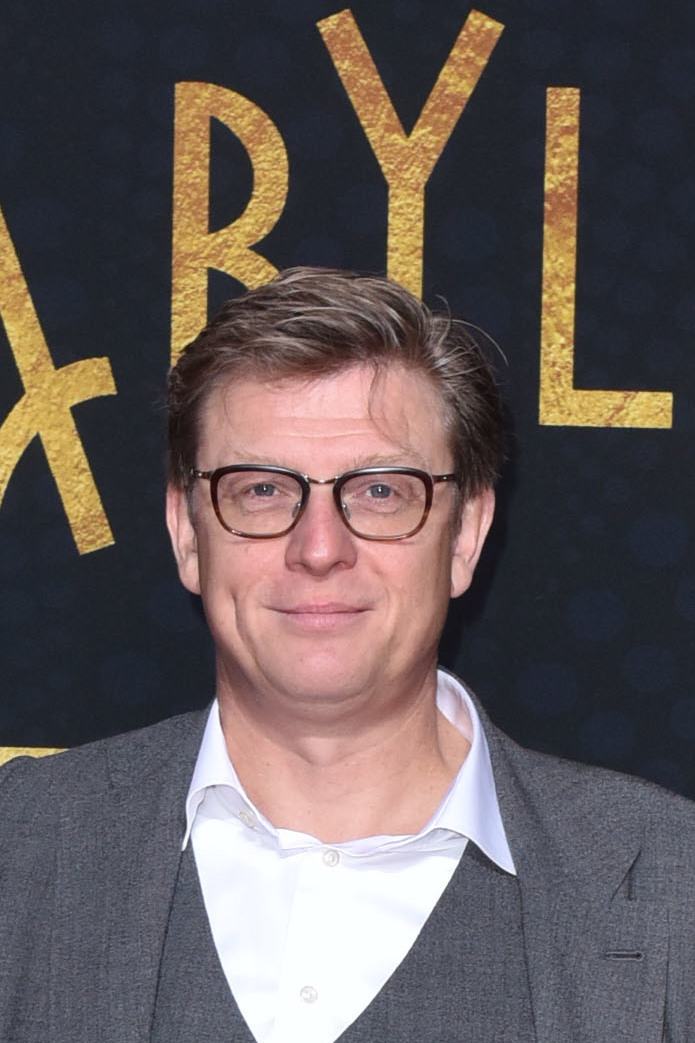
Diesjähriges Spielfilm-Jurymitglied: Hendrik Handloegten

Das Filmfestival richtet vier Wettbewerbe für Spielfilme, Dokumentarfilme, mittellange Filme und Kurzfilme aus. Preise werden von sechs Jurys in allen Wettbewerbskategorien vergeben.
Folgende Jurys wurden 2023 für die Preisvergabe ausgewählt:
Spielfilm
- Jury Wettbewerb Spielfilm:
  - Bella Halben (Kamerafrau),
  - Hendrik Handloegten (Regisseur und Drehbuchautor),
  - Lorenz Merz (Filmemacher, Regiepreis und Preis der Filmkritik 2022),
  - Viktoria Salcher (Filmproduzentin),
  - Emilia Schüle (Schauspielerin)
- Drehbuch-Jury:
  - Daniel Blum (Redakteur beim ZDF),
  - Oliver Hottong (Kulturjournalist beim Saarländischen Rundfunk),
  - Shirin Sojitrawalla (Kulturjournalistin)
- Schauspieljury – Wettbewerb Spielfilm:
  - Ute Bergien (Schauspielagentin),
  - Tim Garde (Schauspieldozent),
  - Martina Poel (Schauspielerin)
- Ökumenische Jury – Wettbewerb Spielfilm:
  - Tom Alesch (Regisseur und Editor)
  - Sabrina Maas (Geschäftsführerin Familien- und Erwachsenenbildung),
  - Christa Miranda (Redakteurin und Produzentin beim SRF)
  - David Sedlácek (Pfarrer in Südmähren)
- Filmkritik-Jury – Wettbewerb Spielfilm:
  - Rolf Breiner (Journalist),
  - Julia Schafferhofer (Kulturredakteurin der Kleinen Zeitung)
  - Ulrich Sonnenschein (Redakteur beim Hessischen Rundfunk)
- Deutsch-französische Jugendjury (in Zusammenarbeit mit der Volkshochschule des Regionalverbandes Saarbrücken)

Dokumentarfilm
- Jury Wettbewerb Dokumentarfilm:
  - Katharina Bergfeld (Filmproduzentin),
  - Susanne Regina Meures (Filmregisseurin),
  - Benedikt Schiefer (Filmkomponist)
- Filmkritik-Jury – Wettbewerb Dokumentarfilm:
  - Rolf Breiner (Journalist),
  - Julia Schafferhofer (Kulturredakteurin der Kleinen Zeitung)
  - Ulrich Sonnenschein (Redakteur beim Hessischen Rundfunk)

Mittellanger Film und Kurzfilm
- Jury Wettbewerbe Mittellanger Film und Kurzfilm:
  - Halima Ilter (Schauspielerin),
  - Hüseyin Tabak (Filmemacher),
  - Saralisa Volm (Schauspielerin und Filmemacherin)

#### Bester Spielfilm
Für den Wettbewerb Spielfilm wurden 13 Produktionen aus Deutschland, Österreich und der Schweiz mit einer Mindestlänge von ca. 65 Minuten ausgewählt:
| Filmtitel                   | Regie                          | Land        | Darsteller (Auswahl)                                                                                              |
| --------------------------- | ------------------------------ | ----------- | --- |
| Alaska                      | Max Gleschinski                | Deutschland | Christina Große, Pegah Ferydoni, Karsten Antonio Mielke, Milena Dreißig                                           |
| Breaking the Ice            | Clara Stern                    | Österreich  | Alina Schaller, Judith Altenberger, Tobias Resch, Pia Hierzegger, Wolfgang Böck                                   |
| Eismayer                    | David Wagner                   | Österreich  | Gerhard Liebmann, Luka Dimić, Julia Koschitz, Anton Noori, Christopher Schärf                                     |
| Enter Mycel                 | Daniel Limmer                  | Österreich  | Lena Schönleitner, Christian Schönleitner, Sonja Hechenberger, Friedrich Rettenbacher, Barbara Ziller             |
| Franky Five Star            | Birgit Möller                  | Deutschland | Lena Urzendowsky, Cino Djavid, Meryem Ebru Öz                                                                     |
| Letzter Abend               | Lukas Nathrath                 | Deutschland | Sebastian Jakob Doppelbauer, Pauline Werner, Susanne Dorothea Schneider, Isabelle von Stauffenberg, Nikolai Gemel |
| Match Me If You Can         | Mark Gerstorfer, Nina Hartmann | Österreich  | Nina Hartmann, Olivier Lendl, Christoph Fälbl, Thomas Gassner                                                     |
| Réduit                      | Leon Schwitter                 | Schweiz     | Dorian Heiniger, Peter Hottinger                                                                                  |
| Seid einfach wie ihr seid   | Alice Gruia                    | Deutschland | Lou Strenger, Catrin Striebeck, Markus John, Johanna Gastdorf, Florian Geißelmann, Jean-Paul Baeck                |
| Semret                      | Caterina Mona                  | Schweiz     | Lula Mebrahtu, Tedros Teclebrhan, Hermela Tekleab                                                                 |
| Sprich mit mir              | Janin Halisch                  | Deutschland | Alina Stiegler, Barbara Philipp, Peter Lohmeyer, Pearl Graw, Jonathan Berlin                                      |
| Tamara                      | Jonas Walter                   | Deutschland | Linda Pöppel, Lina Wendel, Jörg Witte, David Bredin, Uschi Brüning                                                |
| Wer wir einmal sein wollten | Özgür Anil                     | Österreich  | Anna Suk, Augustin Groz, Gregor Kohlhofer, Phillipp Laabmayr, Maya Unger                                          |

#### Bester Dokumentarfilm
Am Wettbewerb Dokumentarfilm konnten erste, zweite und dritte Arbeiten von deutschsprachigen Nachwuchsregisseuren mit einer Länge ab 65 Minuten teilnehmen. Es wurden ausschließlich Ur- und deutsche Erstaufführungen berücksichtigt. Es konkurrierten insgesamt elf Filme um vier Preise.
| Filmtitel                         | Regie                          | Land                    |
| --------------------------------- | ------------------------------ | ----------------------- |
| 27 Storeys                        | Bianca Gleissinger             | Deutschland, Österreich |
| Becoming Giulia                   | Laura Kaehr                    | Schweiz                 |
| Einzeltäter – Teil 2: Halle       | Julian Vogel                   | Deutschland             |
| Für immer Sonntag                 | Steven Vit                     | Schweiz                 |
| Goldhammer                        | André Krummel, Pablo Ben Yakov | Deutschland             |
| Good Life Deal                    | Samira Ghahremani              | Österreich              |
| Hao Are You                       | Dieu Hao Do                    | Deutschland             |
| In deinen Händen                  | Sophie Dettmar                 | Deutschland             |
| Independence                      | Felix Meyer-Christian          | Deutschland             |
| Rukla – Momentan keine Feindsicht | Steffi Wurster                 | Deutschland             |
| Urlau(b)                          | Eva Hartmann                   | Deutschland             |

#### Bester mittellanger Film
Am Wettbewerb Mittellanger Film konnten Produktionen mit einer Länge von ca. 25–65 Minuten teilnehmen. Beteiligen konnten sich deutschsprachige Nachwuchsregisseure, deren Spielfilme Ur- und deutsche Erstaufführungen waren. Es wurden insgesamt elf Filme in den Wettbewerb um zwei Preise aufgenommen. Aufgeteilt wurde die Auswahl in vier Programme.
| Filmtitel                           | Regie                           | Land                     | Darsteller (Auswahl)                                                                   |
| ----------------------------------- | ------------------------------- | ------------------------ | -------------------------------------------------------------------------------------- |
| Almost Home                         | Nils Keller                     | Deutschland              | Susanne Wolff, Jeremias Meyer, Stephan Kampwirth, Patricia Meeden, Malaya Stern Takeda |
| Auf Sand gebaut                     | Florian Paul                    | Deutschland              | Elisa Schlott, Konstantin Gries, Oliver Stokowski, Paul Lux, Fnot Taddese              |
| Hollywood                           | Leni Gruber, Alexander Reinberg | Österreich               | Marlene Hauser, Günther Lainer, Franz Solar, Michaela Schausberger, Ingrid Schiller    |
| A Hunger Artist                     | Oskar Zoche                     | Deutschland              | Jens Winter, Ilonka Petruschka                                                         |
| Istina (Wahrheit)                   | Tamara Denić                    | Serbien, Deutschland     | Nika Rozman, Milica Vuksanović, Željko Marović, Elizabeta Đorevska, Matthias Ludwig    |
| Moddergat                           | Job Antoni                      | Deutschland, Niederlande | Milan Weitenberg, Julia Schellekens, Eline Schellekens, Robert Schellekens, Lena Heiß  |
| Piecht                              | Luka Lara Steffen               | Deutschland              | Alida Stricker, Corinna Nilson, Kerstin Thielemann, Elif Kardesseven, Simon Kirsch     |
| Der Riss                            | Paul Ertl                       | Österreich               | Berta Kammer, Philipp Hochmair, Eva Maria Marold, Markus Schleinzer, Max Ortner        |
| Die Spökenkiekerin und das Fräulein | Mark Lorei                      | Deutschland              | Jenny König, Eva Maria Sommersberg, Milena Straube, Leonie Rainer, Cennet Rüya Voss    |
| Tell Me Something Nice              | Amina Rosa Krami, Nola Anwar    | Deutschland              | Ben Münchow, Elmira Bahrami                                                            |
| Was wir wollen                      | Eléna Weiss                     | Deutschland              | Leonard Grobien, Florentine Schlecht, Vivien Mahler, Lo Rivera, Tri An Bui             |
| Wherever Paradise Is                | Roman Wegera                    | Deutschland              | Polina Grinjova, Nadja Bobyleva, Mikhail Pashchuk, John-Luca Gense                     |

#### Bester Kurzfilm
Der Wettbewerb Kurzfilm soll u. a. innovative Tendenzen deutschsprachiger Nachwuchsregisseure fördern. Ur- und deutsche Erstaufführungen von Kurzfilmen mit einer Länge von bis zu ca. 25 Minuten waren zugelassen. Insgesamt wurden 20 Kurzfilme ausgewählt, die um zwei Preise konkurrierten. Die Jury für mittellange Filme vergab die Preise.
| Filmtitel                                        | Regie                                | Land                 | Darsteller (Auswahl)                                                                         |
| ------------------------------------------------ | ------------------------------------ | -------------------- | -------------------------------------------------------------------------------------------- |
| Das andere Ende der Strasse (Az utca másik vége) | Kálmán Nagy                          | Österreich, Ungarn   | Zsolt Nagy, Ágoston Sáfrány, Gáspár Téri, Milán Zikkert, Jeanne Katalin Lipták               |
| Aufnahmen einer Wetterkamera                     | Bernhard Wenger                      | Österreich           | Marlene Hauser, Tobias Resch, Olivia Lonsdale, Sebastian Wendelin, Marie Luise Stockinger    |
| Drei Bäume sind kein Wald                        | Leonhard Hofmann                     | Deutschland          | Charlie Parker Dembny, Ruth Kennecke                                                         |
| Daddy                                            | Ella Knorz                           | Deutschland          | Julia Windischbauer, Roberto Martinez                                                        |
| Franky                                           | Catharina Lott                       | Deutschland          | Katja Lechthaler, Armin Stockerer, Lisa Brand, Lina Maruyama, Luis Lüps                      |
| Guten Tag                                        | Emil Klattenhoff                     | Deutschland          | Severin Heine, Thomas Hauser, Thomas Prazak                                                  |
| Hinter verschlossenen Türen                      | Masha Mollenhauer                    | Deutschland          | Isabell Höckel, Petra Michelle Nérette, Patrick Schlegel, Sandra Julia Reils, Alexandra Paal |
| I Loved You First                                | Hai Anh Trieu                        | Deutschland          | Thao Vu, Trang Le Hong, Thi-Thu-Ha Nguyen                                                    |
| Komische Vögel                                   | Georg Kästle, Valentin Bolte         | Deutschland          | Elisa Agbaglah, Achim Wolff, Bernd Stegemann, Georg Kästle                                   |
| Lebensraum                                       | Hannes Maar                          | Deutschland          | Lena Reinhold, Gundula Piepenbring, Falk Rockstroh, Maximilian Held, Oskar Stöss             |
| Manchmal will ich schreien                       | Vanessa Rösgen                       | Deutschland          | Maren Hörschelmann, Konstantin Lohnes, Andreas Luft, Andra Braun, Lena Faß                   |
| Mirage                                           | Salma Salem                          | Deutschland          | Hanna Binder, Ulrike Johannson, Naomi Joel Sapiro, Jonathan Wirtz, Rebecca Lindauer          |
| Der Molchkongress                                | Matthias Sahli, Immanuel Esser       | Schweiz              | Wiebke Mollenhauer, Ursula Bienz, Tobias Bienz, Linda Gunst                                  |
| Motherhood                                       | Maria Von Reventlow Gonzalez-Aguilar | Deutschland          | Ipek Özgen, Ben Andrews Rumler, Liane Düsterhöft, Lisabeth Ide, Dina Hellwig                 |
| Nellys Story                                     | Jonas Steinacker                     | Österreich           | Lilith Häßle, Luise Spiegel, Karin Eva Meisel, Björn Büchner, Thomas Kasten                  |
| Neuanfang                                        | Mariella Santibáñez                  | Deutschland          | Nils Rovira-Muñoz, Eugénie Anselin, Thomas Rudnick, Ruby Mellahn, Nacha Torres Gacitua       |
| Queen                                            | Samuel Perriard                      | Schweiz              | Liliane Amuat                                                                                |
| Stray Flower                                     | Nandi Nastasja                       | Namibia, Deutschland | Tjiurimo Kandjii, Israel Amupanda, Nikolai Fürniss, Mukenda Ndjavera                         |
| Stück für Stück                                  | Reza Rasouli                         | Österreich           | Alara Yilmaz, Alessandro Fraissl                                                             |
| Vic                                              | Luis Schubert                        | Deutschland          | Luise Emilie Tschersich, Elaine Cameron, Marc Schöttner, Lutz Thase, Mélanie Fouché          |

### Programmreihen

#### MOP-Watchlist
In der Reihe wird regelmäßig eine Auswahl der besten deutschsprachigen Nachwuchsfilme aus dem zurückliegenden Produktionsjahr präsentiert. Dabei werden bevorzugt auch aktuelle Arbeiten ehemaliger Festivalteilnehmer gezeigt. Sie wird vom Festival als umfassendste Jahresschau des jungen deutschsprachigen Films propagiert.
| Filmtitel                           | Regie                             | Land                            | Darsteller / Anmerkung                                                                |
| ----------------------------------- | --------------------------------- | ------------------------------- | ------------------------------------------------------------------------------------- |
| Aphasie                             | Dominik Balkow                    | Deutschland                     | André Lewski, Sandra Tirre, Hannah Prasse, Heiko Pinkowski                            |
| Berlin Bytch Love                   | Heiko Aufdermauer, Johannes Girke | Deutschland                     | Dokumentarfilm                                                                        |
| Bis es mich gibt                    | Sabine Koder                      | Deutschland                     | Johannes Dullin, Karin Hanczewski, Gisa Flake, David Zimmerschied, Petra Morzé        |
| Blauer Himmel Weiße Wolken          | Astrid Menzel                     | Deutschland                     | Dokumentarfilm                                                                        |
| Homeshopper’s Paradise              | Nancy Mac Granaky-Quaye           | Deutschland                     | Jane Chirwa, Errol Trotman-Harewood, Stephen Appleton, Nastassja Kinski, Pit Bukowski |
| L’îlot                              | Tizian Büchi                      | Schweiz                         | Dokumentarfilm                                                                        |
| Piaffe                              | Ann Oren                          | Deutschland                     | Simone Bucio, Sebastian Rudolph, Don Alonso, Catherine Mayer, Bjørn Melhus            |
| The Ordinaries                      | Sophie Linnenbaum                 | Deutschland                     | Fine Sendel, Jule Böwe, Henning Peker, Noah Tinwa, Sira Faal                          |
| Wander                              | Rosa Friedrich                    | Österreich, Deutschland, Irland | Sophie Vaoutour, Paul Boche, Eleni Jana Stampfer, Vikas Narula                        |
| Wann kommst du meine Wunden küssen? | Hanna Doose                       | Deutschland                     | Bibiana Beglau, Gina Henkel, Katarina Schröter, Alexander Fehling, Godehard Giese     |

#### MOP-Shortlist
Diese Reihe bietet Einblick in Kurzfilmarbeiten junger deutschsprachiger Regisseure von Filmhochschulen sowie auch unabhängige Produktionen. Sie teilt sich auf in die fünf Programme Lohn & Brot, Wir-Maschinen, Bilder-Machen, Wandelnde Strukturen und Saarlorlux.
| Filmtitel                         | Regie                                                                         | Land                             | Darsteller / Anmerkung                                                                             | Programm             |
| --------------------------------- | ----------------------------------------------------------------------------- | -------------------------------- | -------------------------------------------------------------------------------------------------- | -------------------- |
| 1 Kilo – 3 Euro (1 კილო – 3 ევრო) | Ani Mrelashvili                                                               | Deutschland                      | Dokumentarfilm                                                                                     | Lohn & Brot          |
| 3 Tage (3 Roj)                    | Pesheng Ali                                                                   | Deutschland                      | Dokumentarfilm                                                                                     | Saarlorlux           |
| The Age of Innocence              | Maximilian Bungarten                                                          | Deutschland                      | Eren M. Güvercin, Jonathan Stolze, Lisan Lantin, Max Krause                                        | Wandelnde Strukturen |
| Aralkum                           | Mila Zhluktenko, Daniel Asadi Faezi                                           | Deutschland, Uzbekistan          | Dokumentarfilm                                                                                     | Bilder-Machen        |
| Das asoziale Manifest             | Michel Decar                                                                  | Deutschland                      | Essayfilm                                                                                          | Lohn & Brot          |
| Chemkids                          | Julius Gintaras Blum                                                          | Deutschland                      | Dokumentarfilm                                                                                     | Wir-Maschinen        |
| Echodrom (Nachts im Bach)         | Gudrun Krebitz                                                                | Österreich, Deutschland          | Experimental-Animationsfilm                                                                        | Bilder-Machen        |
| Las flores                        | Miguel Goya, Tin Wilke                                                        | Deutschland                      | Dokumentarfilm                                                                                     | Lohn & Brot          |
| Fulfillmenot                      | Julia Jesionek                                                                | Deutschland                      | Animationsfilm                                                                                     | Wir-Maschinen        |
| Glimmen                           | Ken Rischard                                                                  | Luxemburg, Österreich            | Dokumentarfilm                                                                                     | Saarlorlux           |
| Hardly Working                    | Total Refusal, Susanna Flock, Robin Klengel, Leonhard Müllner, Michael Stumpf | Österreich                       | Dokumentarfilm                                                                                     | Lohn & Brot          |
| Herr Schnurrs magischer Koffer    | Niklas Bauer                                                                  | Deutschland                      | Anna Lucia Gualano, Meral Perin, Hicran Demir                                                      | Saarlorlux           |
| Herzogin Luise                    | Lydia Kaminski                                                                | Deutschland                      | Animationsfilm                                                                                     | Saarlorlux           |
| Leere (Feat. Stella Sommer)       | Marian Mayland                                                                | Deutschland                      | Musikvideo                                                                                         | Bilder-Machen        |
| Lob der stumpfen Arbeit           | Hicran Ergen, Sebastian Meyer                                                 | Österreich                       | Experimentalfilm                                                                                   | Lohn & Brot          |
| Lockdown Dreamscape               | Nicolas Gebbe                                                                 | Deutschland                      | Experimentalfilm                                                                                   | Bilder-Machen        |
| Louis I. König der Schafe         | Markus Wulf                                                                   | Deutschland                      | Animationsfilm                                                                                     | Wandelnde Strukturen |
| Reno                              | Julius Weigel                                                                 | Deutschland                      | Experimentalfilm                                                                                   | Wandelnde Strukturen |
| Schwarmtiere                      | Alison Kuhn                                                                   | Deutschland                      | Gwentsche Kollewijn, Linda Rohrer, Karly Kadyrov, Jan Fassbender, Maisie Tipango                   | Wir-Maschinen        |
| Somnambule                        | Oona von Maydell                                                              | Deutschland                      | Josephine Thiesen, Eleonore Weisgerber, Kelvin Kilonzo, Fridolin Sandmeyer, Alice Hoffmann         | Saarlorlux           |
| Staging Death                     | Jan Soldat                                                                    | Deutschland, Österreich          | Experimentalfilm                                                                                   | Lohn & Brot          |
| Un_sichtbar                       | Bernadette olonko                                                             | Schweiz                          | Experimentalfilm                                                                                   | Bilder-Machen        |
| Will My Parents Come to See Me    | Mo Harawe                                                                     | Österreich, Deutschland, Somalia | Xaliimo Cali Xasan, Shucayb Abdirahman Cabdi, Geenyada Madaw, Mohamed Hersi, Maxamed Axmed Maxamed | Wandelnde Strukturen |
| Wir sind alle Kanaken             | Kervin Saint Pere                                                             | Österreich, Deutschland          | Experimentalfilm                                                                                   | Bilder-Machen        |
| Wir sind so schön                 | Juno Meinecke                                                                 | Deutschland                      | Musikvideo                                                                                         | Wir-Maschinen        |
| YẾN                               | Julia Diệp My Feige                                                           | Deutschland                      | Dokufiktion                                                                                        | Wir-Maschinen        |

#### Tribute: Sandra Hüller
Im Rahmen des Festival werden zu Ehren der deutschen Schauspielerin Sandra Hüller drei Filme sowie eine Auswahl an Musikvideos gezeigt. Am 28. Januar 2023 soll sie eine exklusive Masterclass für die anwesenden Talente sowie ein öffentliches Werkstattgesprächen abhalten.
- Brownian Movement (2010) – Regie: Nanouk Leopold
- Madonnen (2007) – Regie: Maria Speth
- Sibyl – Therapie zwecklos (2019) – Regie: Justine Triet

#### MOP-Visionen
In die Sektion wurden Online-Serienformate von Nachwuchsfilmschaffenden aufgenommen.
- Hübsches Gesicht – Regie: Antonia Leyla Schmidt (Deutschland), mit Dilara Aylin Ziem, Rosina Kaleab, Paula Goos, Judith Gailer, Daniel Zillmann (Laufzeit: 6 × 15 min)
- Mitbewohner*in gesucht – Regie: Jörn Michaely (Deutschland), mit Josepha Walter, Jamie Watson, Matias Lavall, Marie Scharf, Anne Mareen Rieckhof (Laufzeit: 60 min)

#### Kinder- und Jugendfilmreihe
Das Programm umfasst sechs aktuelle Kinofilme für Kinder und Jugendliche sowie vier internationale Kurzfilme. Letztgenannte Produktionen entstanden im Rahmen der European Broadcasting Union entstanden sind. Erstmalig wurde entschieden, vor den jeweiligen Kinofilmen einen ausgewählten Kurzfilm als Vorfilm zu präsentieren.
Kinofilme:
- Die allerlangweiligste Oma auf der ganzen Welt  (2022, Animationskurzfilm) – Regie: Damaris Zielke
- Geschichten vom Franz (2022) – Regie: Johannes Schmid
- Louis I. König der Schafe (2022, Animationskurzfilm) – Regie: Markus Wulf
- Lucy ist jetzt Gangster (2022) – Regie: Till Endemann
- Der Pfad (2022) – Regie: Tobias Wiemann
- One in a Million (2022, Dokumentarfilm) – Regie: Joya Thome

EBU-Kinderkurzfilme:
- Matildas Monster – Regie: Marc André Misman (Deutschland)
- Mein Papa, der Außerirdische (My Dad is an Alien) – Regie: Elin Grönblom (Finnland)
- Tomes fantastische Frisur (Tome’s Magical Haircut) – Regie: Kudo Takafumi (Japan)
- Der tollste Film aller Zeiten – Regie: Alexander Dolumdjisky (Bulgarien)

### Sonderprogramme

#### Kurzfilmprogramm: Atelier Ludwigsburg-Paris
Das Filmfestival kooperiert seit Jahren mit dem Atelier Ludwigsburg-Paris. Dabei handelt es sich um ein einjähriges Weiterbildungsprogramm für Filmproduktion, Finanzierung, Vertrieb und Marketing an der Filmakademie Ludwigsburg. Aus dem Programm wurden Kurzfilme gezeigt.
| Filmtitel                   | Regie                         | Land        | Darsteller / Anmerkung                                                                   |
| --------------------------- | ----------------------------- | ----------- | ---------------------------------------------------------------------------------------- |
| Bettys                      | Lenny Heller                  | Deutschland | Hedda Erlebach, Mira Müller, Aja Visarius, Cristina Maria Zegermacher, Christopher Smith |
| Hunger                      | Esra Laske, Jennifer Mallmann | Deutschland | Pauline Fusban, Beniamino Brogi, Alina Vimbai Strähler, Rana Farahani                    |
| In mir (En moi)             | Victor Boulenger              | Deutschland | Agathe Mazouin, Ava Baya                                                                 |
| Little Boxes                | Nathalie Lamb                 | Deutschland | Charlotte Kaiser, Mathias Sanders, Fatih Kösoğlu, Christiane Dollmann                    |
| Meteor                      | Clémence Le Gall              | Frankreich  | Maxime Dambrin, Emanuele Arioli, Fred Bayer, Anouchka Csernakova                         |
| Verschwunden (Rêves partis) | Victor Gomez                  | Frankreich  | Alséni Bathily, Emmanuelle Kombou Kouatchou, Alba Guilera, Thomas Petit                  |

#### Kurz.Film.Tour – Der Deutsche Kurzfilmpreis
Das Programm präsentierte eine Auswahl an Kurzfilmen, die im vergangenen Herbst mit dem Deutschen Kurzfilmpreis ausgezeichnet wurden oder eine Nominierung erhalten hatten.
- Backflip (Animationsfilm, 2022) – Regie, Buch: Nikita Diakur
- Bird in Italian is Uccello (Experimentalfilm, 2021) – Regie, Buch: Gernot Wieland
- Lamarck (Dokumentarfilm, 2022) – Regie, Kamera: Marian Mayland
- Muss ja nicht sein, dass es heute ist (Kurzfilm, 2021) – Regie: Sophia Groening

#### Gastprogramme

##### Filmfestival Cottbus
Das Partnerfestival, das FilmFestival Cottbus, zeigt mit dem litauischen Spielfilm The 9th Step (2022) von Irma Pužauskaitė einen Nachwuchsfilm aus dem eigenen Programm mit Gästen sowie anschließendem Gespräch.

##### filmreif! Bundesfestival junger Film
Zum zweiten Mal stellt sich das in St. Ingbert beheimatete Bundesfestival junger Film (filmreif!) mit einem Kurzfilmprogramm vor und präsentiert sich und anwesende Filmteams.
- August und die Hasenohren (Spielfilm, 2021) – Regie, Buch: Alexandra Kurt
- Heimspiel (Dokumentarfilm, 2021) – Regie: Julia Groteclaes
- Mona & Parviz (Spielfilm, 2021) – Regie: Kevin Biele
- Weil ich Leo bin (Spielfilm, 2021) – Regie, Buch: Tajo Hurrle

#### Hommagen

##### Max Ophüls
Gezeigt wird Max Ophüls’ Langfilmdebüt Die verliebte Firma (1932) erstmals im 35-mm-Format. Anwesend sein für Filmeinführung und anschließendes Gespräch wird Ophüls’ Urenkel Andréas-Benjamin Seyfert.

##### Wolfgang Staudte
Gezeigt wird Wolfgang Staudtes erster Fernsehfilm Die Rebellion (1932) in Anwesenheit der Wolfgang Staudte Gesellschaft.

#### SR-Tatort
In Kooperation mit dem Saarländischen Rundfunk erfolgt mit Die Kälte der Erde die Vorpremiere der aktuellen Episode aus der Saarland-Tatort-Reihe in Anwesenheit des Filmteams.

#### UNIFILM
Am 24. Januar 2023 wird für Studierende der Universität des Saarlandes im Audimax des Uni-Campus der Wettbewerbsfilm Enter Mycel von Daniel Limmer in Anwesenheit des Filmteams gezeigt.

#### Ukraine-Special
Präsentiert wird die Anthologie-Serie Himmel & Erde, die im Auftrag von ZDFneo innerhalb eines halben Jahres entstand und aus folgenden Episoden zusammensetzt:
- Olja und Petja – Regie, Buch: Tatjana Moutchnik (Laufzeit: 18 min)
- I’m Out of Here – Regie, Buch: Nikita Gibalenko (19 min)
- Die Nächsten, bitte! – Regie, Buch: Daria Onyshchenko (19 min)
- Warnsignale – Regie, Buch: Daria Onyshchenko (18 min)
- Sonnenblumen im Februar – Regie, Buch: Maryna Vroda (26 min)

## Auszeichnungen
Beim Festival 2022 wurden Max Ophüls Preise in 16 Kategorien und Preisgelder in Höhe von 118.500 Euro an die Wettbewerbsteilnehmer vergeben. Neben den 14 Jury- waren auch vier Publikumspreise ausgelobt. Die Preisverleihung fand am 28. Januar 2023 im E-Werk in Saarbrücken statt. Für die Moderation zeichneten Simin Sadeghi und Tobias Krell verantwortlich.

### Wettbewerb Spielfilm
- Max Ophüls Preis: Bester Spielfilm (Dotierung: 36.000 Euro) – Alaska – Regie: Max Gleschinski
- Max Ophüls Preis: Beste Regie (Filmpreis der saarländischen Ministerpräsidentin, dotiert mit 11.000 Euro) – Lukas Nathrath (Letzter Abend)
- Max Ophüls Preis: Fritz-Raff-Drehbuchpreis (Dotierung: 13.000 Euro) – Clara Stern (Breaking the Ice)
- Max Ophüls Preis: Publikumspreis Spielfilm (Dotierung: 5000 Euro) – Eismayer – Regie: David Wagner
- Max Ophüls Preis für den gesellschaftlich relevanten Film (gestiftet von der Bundeszentrale für politische Bildung und Deutschlandfunk Kultur, Dotierung: 5000 Euro) – Breaking the Ice – Regie: Clara Stern
- Max Ophüls Preis: Preis der Jugendjury (gestiftet von der Bundeszentrale für politische Bildung und Landeszentrale für politische Bildung Saarland, Dotierung: 2500 Euro) – Breaking the Ice – Regie: Clara Stern
- Preis der Ökumenischen Jury (Dotierung: 2500 Euro) – Franky Five Star – Regie: Birgit Möller
- Max Ophüls Preis: Preis der Filmkritik (undotiert) – Eismayer – Regie: David Wagner

### Wettbewerb Dokumentarfilm
- Max Ophüls Preis: Bester Dokumentarfilm (Dotierung: 7500 Euro) – Good Life Deal – Regie: Samira Ghahremani
- Max Ophüls Preis: Beste Musik in einem Dokumentarfilm (Dotierung: 5000 Euro) – Marcus Thomas (Independence)
- Max Ophüls Preis: Publikumspreis Dokumentarfilm (Dotierung: 5000 Euro) – Für immer Sonntag – Regie: Steven Vit
- Max Ophüls Preis: Preis der Filmkritik (undotiert) – Independence – Regie: Felix Meyer-Christian

### Wettbewerb Mittellanger Film
- Max Ophüls Preis: Bester Mittellanger Film (Dotierung: 5000 Euro) – Wherever Paradise Is – Regie: Roman Wegera[16]
- Max Ophüls Preis: Publikumspreis Bester Mittellanger Film (Dotierung: 5000 Euro) – Istina – Regie: Tamara Denić[16]

### Wettbewerb Kurzfilm
- Max Ophüls Preis: Bester Kurzfilm (Dotierung: 5000 Euro) – Das andere Ende der Strasse – Regie: Kálmán Nagy
- Max Ophüls Preis: Publikumspreis Bester Kurzfilm (Dotierung: 5000 Euro) – Das andere Ende der Strasse – Regie: Kálmán Nagy

### Bester Schauspielnachwuchs
Sektionsübergreifend ist der Max Ophüls Preis für den Besten Schauspielnachwuchs ausgelobt, bei dem zwei Preisträger gekürt werden (Dotierung jeweils 3000 Euro). Die Auszeichnung wird durch die Schauspieljury vergeben. Die Jurymitglieder durften in der Vergangenheit in der Berücksichtigung von Haupt- und Nebenrollen sowie der Geschlechterspezifik frei entscheiden. Die Nominierungen wurden bereits vor Festivalbeginn bekannt gegeben.
Preisträger:
- Augustin Groz (Nebenrolle in Wer wir einmal sein wollten) – Wettbewerb Spielfilm
- Alina Stiegler (Hauptrolle in Sprich mit mir) – Wettbewerb Spielfilm

Nominierungen:
- Judith Altenberger (Nebenrolle in Breaking the Ice) – Wettbewerb Spielfilm
- Sebastian Jakob Doppelbauer (Hauptrolle in Letzter Abend) – Wettbewerb Spielfilm
- Florian Geißelmann (Nebenrolle in Seid einfach wie ihr seid) – Wettbewerb Spielfilm
- Lou Strenger (Hauptrolle in Seid einfach wie ihr seid) – Wettbewerb Spielfilm